# Mapo-gu
Mapo-gu es uno de los 25 gu (distritos) de Seúl, Corea del Sur. Se encuentra al noroeste del Río Han. Aproximadamente el 53% del área está ocupada por residencias, muchas de las cuales son edificios de apartamentos de gran altura. Gran parte del área restante (43%) son espacios verdes, incluyendo el Parque de la Copa Mundial y otras zonas verdes a lo largo del río Han.
Varias universidades y edificios gubernamentales se encuentran allí. Mapo es bien conocido por el distrito del club de Hongdae alrededor de la Universidad Hongik. Seoul Metropolitan Línea 2 del metro, línea 5 y la línea 6 pasan a través de este distrito. Estadio Mundialista de Seúl, un famoso monumento en Seúl, se encuentra en la ciudad de Sangam en el noroeste de Mapo. 
Los distritos vecinos son Yongsan-gu, Jung-gu, Seodaemun-gu, y Eunpyeong-gu. Esta zona también es conocida de las empresas de la etiqueta de K-pop.

## Divisiones administrativas

Divisiones administrativas

- Gongdeok-dong (공덕동; 孔德洞)
- Ahyeon-dong (아현동; 阿峴洞)
- Dohwa-dong (도화동; 桃花洞)
- Daeheung-dong (대흥동; 大興洞)
- Yonggang-dong (용강동; 龍江洞)
- Hapjeong-dong (합정동; 合井洞)
- Seogyo-dong (서교동; 西橋洞)

- Seogang-dong (서강동; 西江洞)
- Sinsu-dong (신수동; 新水洞)
- Yeomni-dong (염리동; 鹽里洞)
- Yeonnam-dong (연남동; 延南洞)
- Mangwon-1-dong (망원1동; 望遠1洞)
- Mangwon-2-dong (망원2동; 望遠2洞)
- Seongsan-1-dong (성산1동; 城山1洞)
- Seongsan-2-dong (성산2동; 城山2洞)
- Sangam-dong (상암동; 上岩洞)